# Shabbona (Illinois)
Shabbona – wieś w Stanach Zjednoczonych, w stanie Illinois, w hrabstwie DeKalb.